# TVR Internațional
TVR Internațional este unul dintre canalele Societății Române de Televiziune destinat românilor din străinătate. Acesta a fost înființat pe 1 decembrie 1995. Recepția este gratuită, exclusiv prin satelit, canalul fiind retransmis și prin cablu pentru comunitățile românești interesate.
În anul 1998, postul de televiziune și-a schimbat numele în România Internațional. La început emitea doar pentru Europa, Nordul Africii și Orientul Apropiat. În prezent programele sale sunt difuzate în America de Nord și de Sud, Europa, Nordul Africii, Orientul Apropiat, Australia, Noua Zeelandă și Asia.
În prezent, canalul mai poate fi urmărit și în Republica Moldova, prin rețelele de cablu din toată țara precum și prin intermediul partenerilor de rețea. Marea majoritate a programelor sunt preluate de pe alte canale ale TVR.

## Grila de programe
Emisiunile producție proprie TVR Internațional realizate în 2011 au însumat un număr de 669 ore de premiere, ceea ce înseamnă un procent de 7,6% din emisia totală. Acest procent este compus din următoarele genuri de emisiuni: talk-show-uri, reportaje, educație, cultură, divertisment, campanii sociale (produse de TVR).
Principalele puncte forte/performanțe ale Departamentului TVR Internațional sunt: varietate tematică datorită mixului de 
emisiuni preluate de la TVR 1, TVR 2 și TVR 3.

## Raport de activitate
În privința activității desfășurate, obiectivul principal al canalului internațional al televiziunii publice este realizarea de programe dedicate publicului țintă pentru a obține satisfacerea nevoilor de vizionare și fidelizare ale acestuia.
Analiza comparativă a ponderilor producțiilor proprii ale TVR Internațional, respectiv 8,38% în 2010 și 7,63% în 2011, arată scăderea producției dedicate targetului. În condițiile în care o televiziune internațională publică europeană are o producție proprie de la 25% (Bulgaria) până la 100% (Spania), iar publicul telespectator al TVR Internațional este de aproximativ 10 milioane de români, conducerea SRTv a concluzionat că activitatea televiziunii, analizată din punctul de vedere al producției dedicate, este în scădere și nesatisfăcătoare în raport cu cererea de vizionare și cu locul pe care TVR Internațional îl ocupă în topul preferințelor telespectatorilor - românii din afara granițelor țării.

## Ponderea programelor difuzate
Ponderea programelor difuzate de TVR Internațional, în număr de ore și procente din totalul emisiei, repartizate pe genuri, conform clasificării EBU, pe anul 2011:
| Gen emisiune                   | Ore   | %      |
| Actualități de interes general | 2.742 | 31,31% |
| Campanii                       | 12    | 0,13%  |
| Copii                          | 103   | 1,17%  |
| Cultură                        | 807   | 9,21%  |
| Diverse, altele                | 102   | 1,17%  |
| Divertisment                   | 1.108 | 12,65% |
| Documentare                    | 303   | 3,46%  |
| Educație, știință              | 567   | 6,47%  |
| Film                           | 730   | 8,33%  |
| Minorități                     | 22    | 0,26%  |
| Muzică                         | 381   | 4,35%  |
| Promo                          | 529   | 6,04%  |
| Publicitate                    | 13    | 0,15%  |
| Religie                        | 111   | 1,27%  |
| Sport                          | 49    | 0,56%  |
| Știri                          | 1.181 | 13,49% |